# Trekonsonantsregeln
Trekonsonantsregeln är en optionell fonologisk process i svenskan att utelämna den mittersta konsonanten i en sekvens av tre konsonanter i följd, t.ex. i ord som hemskt /hemːskt/, lugnt /lɵŋnt/ eller alltså /alːtsɔ/, som då uttalas hemst [hemːst], lungt [lɵŋt] och allså [alːsɔ]. Tendensen är ännu starkare i obetonade stavelser, t.ex. i ord som analytiskt /anaˈlyːtɪskt/ > analytist [anaˈlyːtɪst]. Regeln uppträder ofta när -t fogas i neutrumformer av ord som slutar på två konsonanter, som i hemsk-t och lugn-t ovan.